# Pisana žoga
Pisana žoga je drama Igorja Torkarja. Krstno je bila uprizorjena leta 1955 v  Prešernovem gledališču Kranj. Po avtorjevem pripisu se godi tik pred preteklo ali prihodnjo vojno v katerikoli državi, ki jo je doletela usoda nasilne okupacije.

## Osebe
- Sandi Lovrin - San, maturant
- Gali Šarko - Gaša, maturantka
- Frenk Petek - Renk, maturant
- Glas okupatorskega policista in stražarja

## Vsebina

### Prolog – kopališče
San se guli za jutrišnjo maturo, ki jo je Gaša že opravila. Pride Renk, pripoveduje, kako si je prislužil popravni izpit, medtem napihne veliko belo-črno žogo, ki za vse tri postane simbol življenja. Razigranost prekine vest o vdoru sovražnika v sosednjo državo. Sana obidejo temne slutnje o tem, kaj se bo zgodilo z njimi, če bo vojna.

### 1. Zasliševalnica
Zasliševalec pritiska na Gašo z obljubo, da bo San, ki je v taboršču zbolel z jetiko izpuščen, če se mu vda. Da bi rešila ljubljenega fanta, Gaša končno popusti.

### 2. Pred kolodvorom
Gaša čaka Sana, toda Sana ni, pač pa pride Renk, ki je bil s Sanom v istem taborišču. Gaša je obupana, Renk jo odpelje v park da bi ji v miru vse povedal.

### 3. Taborišče
San je hudo bolan, Renk skrbi zanj in mu pomaga. San dobi odločbo o izpustitvi, ker pa ve, da ne bo več dolgo živel, hoče Renku prepustiti svojo številko. Renk se brani, a San na skrivaj zamenja njuna jopiča s številko in Renka odženejo na kamion za domov.

### 4. Pred kolodvorom
Gaši je strašno hudo, a Renka ne obsoja, lastno trpljenje jo je omehčalo. Renk se pridruži odporniškemu gibanju, kjer se bo boril za dva, zase in za Sana.

### 5. Nočni gozd
Gašo so osumili vohunstva, Renk pa naj bi izvršil likvidacijo. Gaša mu pove o svojem dejanju, s katerim pa Sana ni mogla rešiti, ker je od jetike umrl, rešil je le njega, Renka, a Renk se je spremenil, postal je trd ,sovražen, nečloveški.

### 6. Mestni park
Podoba Gašinega spomina, ki ga pripoveduje Renki: Gaša je bila ustrelila policista, s katerim je spala, da bi rešila Sana.

### 7. Nočni gozd
Gašina izpoved Renka prepriča, odloči se, da bo porok zanjo pred komando in spravi revolver, s katerim bi moral izvršiti likvidacijo. Gaša v zmedenosti misli, da bo streljal vanjo, začne bežati, njen beg opazijo sovražniki in jo ustrelijo. Renk jo gre reševat in pade pokošen od sovražne strojnice. V smrti se spet srečajo vsi trije in so še zmeraj prijatelji.

### Epilog – kopališče
Gaša in Renk s forsirano razigranostjo preženeta Sanove slutnje o njihovi usodi. Vsi so polni načrtov in sanj o čudoviti prihodnosti, a hkrati Renk počasi spušča zrak iz žoge, dokler ta cela ne uplahne.